# Редницхембах
Редницхембах (њем. Rednitzhembach) општина је у њемачкој савезној држави Баварска. Једно је од 16 општинских средишта округа Рот. Према процјени из 2010. у општини је живјело 6.929 становника. Посједује регионалну шифру (AGS) 9576137.

## Географски и демографски подаци
Редницхембах се налази у савезној држави Баварска у округу Рот. Општина се налази на надморској висини од 327 метара. Површина општине износи 13,0 km². У самом мјесту је, према процјени из 2010. године, живјело 6.929 становника. Просјечна густина становништва износи 532 становника/km².

## Међународна сарадња
| Мјесто    | Држава    | Врста сарадње | Од    |
| --------- | --------- | ------------- | ----- |
| Квинцано  | Италија   | партнерство   | 1986. |
|           | Турска    | партнерство   | 1998. |
|           | Француска | партнерство   | 1975. |
| Калампака | Грчка     | партнерство   | 2002. |
| Извор     |           |               |       |